# 江明宗
江明宗（1981年9月15日—），臺灣政治人物，新北市人，現住臺南市。從事軟體開發工作，前 國家資通安全研究院顧問。台灣民眾黨黨員，台南黨代表。主張落實智慧城市構想。台南三江（江品璁、江明宗與江國銘）之一。

## 生平
- 推廣許多數位地圖，例如「口罩地圖」、「登革熱防疫地圖」、「賄選實價登錄地圖」[1]、「Covid-19 本土病例地圖」[2]、「好食券地圖」等等。

- 2022年參選臺南市北中西區議員，主張爭取更多特色公園與托育資源；重視臺南步行與交通環境，運用科技督促台南前進，最後落選[3]。

- 台南黨部府城Kp陸戰隊的代表[4]。

## 選舉紀錄
| 年度 | 選舉屆數             | 選舉區           | 所屬政黨   | 得票數 | 得票率 | 當選標記 | 備註 |
| ---- | -------------------- | ---------------- | ---------- | ------ | ------ | -------- | ---- |
| 2022 | 第四屆臺南市議員選舉 | 臺南市第八選舉區 | 臺灣民眾黨 | 1,655  | 1.80%  |          |      |

## 外部連結
- 江明宗的Facebook專頁
- 江明宗的Instagram帳戶
- YouTube上的江明宗頻道
- 江明宗的TikTok
- GitHub上的Kiang頁面
- 資訊作品 （页面存档备份，存于）
- Blog （页面存档备份，存于）